# Камбавл
Камбавл (др.-греч. Καμβαύλης) — кельтский военачальник III века до н. э.
Украинский антиковед Г. М. Казакевич отметил, что имя Камбавла происходит от кельтского слова «кривой». Оно походит на простонародные прозвища — в отличие от ряда имен представителей галльской военной аристократии, имевших «благородные» корни. Возможно, Камбавл носил жреческий статус, так как «кривизна» или отсутствие глаза часто ассоциировались с потусторонним миром.
Ещё до масштабного вторжения галлов на Балканы, начавшегося в 279 году до н. э., Камбавл, по свидетельству Павсания, возглавил разбойничий набег кельтов. Со своими людьми он вступил в долину Гебра во Фракии. Но Камбавл не решился идти далее, поняв, что его отряд слишком немногочисленен для того, чтобы сразиться с греками. Однако, вернувшись, воины Камбавла, «получив вкус к разбою и полюбив грабёж и наживу», стали подстрекать соплеменников к тому, чтобы собрать большое пешее и конное войско и вторгнуться в южные земли. По мнению болгарского исследователя М. Домарадски, в 298 году с кельтами в районе Гема сражался македонский правитель Кассандр, а поход Камбавла состоялся в 281 году до н. э. Венгерский учёный А. Мочи же относит эти сведения к одному событию.